# Аскосфероз

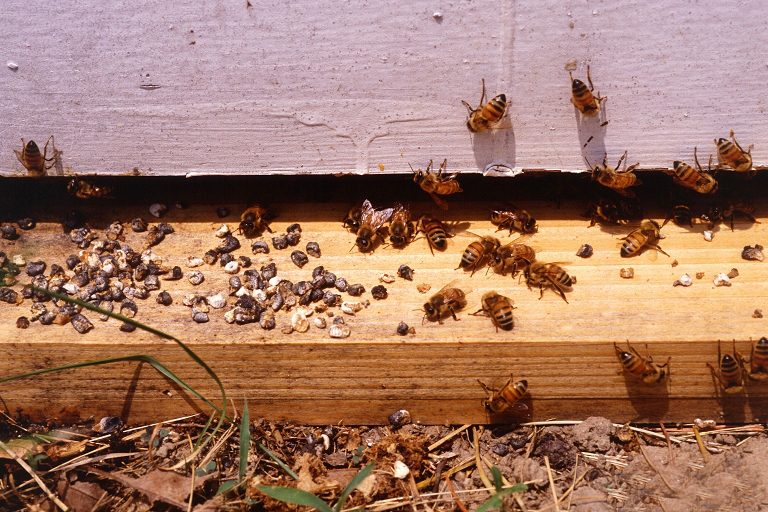
Пчелы вынесли из улья пораженные аскосферозом личинки.

Аскосфероз, или известковый расплод (Ascosphaerosis larvae apium) — инфекционная болезнь пчелиных семей, вызываемая грибом Ascosphera apis и поражающая пчелиные, главным образом трутневые личинки в 3—4-дневном возрасте. Они теряют свою эластичность и превращаются в известково-белые твёрдые комочки, прилипшие к стенкам ячеек или свободно лежащие в них.
При заражении спорами через внешние покровы споры прорастают на теле личинки, и образующийся мицелий проникает вглубь личинки. В случае попадания спор в кишечник с кормом мицелий проникает через кишечник наружу. Активно размножаясь, гриб разрушает ткани и органы личинки. Если были заражены личинки в запечатанных ячейках, то белая плесень прорастает через крышечки и покрывает соты. Погибшие личинки занимают ⅔ объёма ячеек, откуда их сравнительно легко извлечь. Больных личинок можно обнаружить на дне улья, прилётной доске или площадке перед ульем.
Болезнь чаще всего поражает слабые пчелиные семьи, обычно летом, после длительных похолоданий, при повышенной влажности и содержании пчелиных семей в сырых местах, а также при интенсивном использовании органических кислот (щавелевая, молочная) для борьбы с варроатозом.

## Методы лечения
Сильно поражённые пчелиные семьи (от 10 и более больных личинок на каждую расплодную рамку с учётом их наличия на дне улья) уничтожают или пересаживают на новые соты и вощину в чистые сухие ульи. Из пчелиных семей со слабым поражением (до 10 больных личинок) удаляют наиболее поражённые расплодные рамки на перетопку. Пчёл и оставшиеся соты переносят в чистые сухие ульи, гнёзда хорошо утепляют, а семьи обеспечивают доброкачественными запасами мёда. Вытопки, полученные при перетопке сотов, и ульевый сор сжигают.
После обнаружения аскосфероза гнездовые соты больных семей орошают тёплым (38—39 °C) 20%-ным сахарным раствором с нистатином (2 таблетки по 500000 ед. на 1 л сахарного сиропа 1:2,5, то есть 309 г сахара на 772 г воды). На одну рамку расходуют 10 мл сиропа, содержащего 1 млн. ед. нистатина на 1 л сиропа. Таких обработок должно быть 3, то есть каждые 3—5 дней на протяжении 9—15 дней.
Кроме орошения по улочкам пчёл также подкармливают сахарным сиропом из расчёта 10-15 мл на одну улочку трижды с интервалом в 3—5 дней, то есть на протяжении 9—15 дней, для чего в потолочную или внутриульевую кормушку дают по 100—150 мл тёплого сиропа на 10 рамок с температурой не более 40 °C. Сироп для кормушек в концентрации 1:1 готовить в количестве 1 л из расчёта  625 г сахара на 625 г воды, в который добавляются 2 таблетки по 500000 ед. нистатина. Подкормку в кормушку нужно давать на следующий день после орошения по улочкам. За 1 день пчёлы должны потреблять на улочку по 10-15 мл сиропа с нистатином или путём орошения, или через кормушку, .
Сироп с антибиотиком нистатином не хранить, использовать для лечения пчёл в день приготовления.
Для лечения аскосфероза (Ascosphaerosis larvae apium) можно использовать гашёную известь. Для этого берут негашёную известь, высыпают 0,5 кг в пластмассовое ведро (металлическое или эмалированное использовать нельзя), добавляют туда воду так, чтобы известь была покрыта водой. Нужно работать в резиновых перчатках и не на ветре, чтобы не надышаться негашёной известью, так как эта известь вызывает ожог слизистых оболочек в носу и во рту, а также обжигает гортань, трахеи и лёгкие. Не лишними будут защитные очки. Ведро ставят на пару дней в такое место, чтобы его не перевернули коты или собаки и в него не залезла никакая живность (цыплята, утята, котята...). Затем сливают из ведра воду в глубокую яму вдали от плодовых деревьев, а само ведро ставят на солнце для высыхания извести. Эту высохшую гашёную известь можно хранить годами. Комочки гашёной извести высыпают в дуршлаг и рассыпают по дну улья, где находится семья с аскосферозом. На семью уходит 1—2  стакана этой гашёной извести. Известь высыпают прямо на деревянное дно улья. Затем в улей возвращаем все рамки с семьёй и оставляем известь в улье до её полного выноса пчёлами (естественная чистка дна пчёлами). Споры гриба аскосферы (Ascosphera apis) погибают при контакте с гашёной известью. Пчёлы на своих лапках разносят пылинки извести по ячейкам сотов и в этих ячейках также происходит дезинфекция. Улей утепляют, очень полезно использовать электрические обогреватели (донный эффективнее, чем боковые), особенно полезны такие обогреватели в сырых и холодных местностях (рядом с лесом или в лесу или рядом с водоёмом). Очень полезно подкармливать такую заболевшую семью сахарным сиропом 1:1 (сахар : вода), а также белковым кормом (актуально весной). Улей и рамки не нужно дополнительно дезинфицировать, так как дезинфекция происходит от гашёной извести на дне улья. Известь должна быть в комочках разного размера, а не в виде как бы муки. Этот способ лечения никак не отразится на качестве мёда, так как известь — это не антибиотик, при лабораторном исследовании мёда антибиотик в мёде не будет обнаружен (если его не давали ранее или позднее для лечения других болезней).
Рекомендуется заменить пчелиную матку, так как её потомство генетически предрасположено к заболеванию аскосферозом.